# غشكور (شبخوسلات)
غشکور (بالفارسية: گشکور) هي قرية تقع في إيران في قسم شبخوسلات الريفي. يقدر عدد سكانها بـ 181 نسمة بحسب إحصاء 2016.